# Australovenator wintonensis
Australovenator wintonensis (lat. "cazador del sur de la Formación Winton") es la única especie conocida del género extinto Australovenator de dinosaurio terópodo megarraptórido, que vivió a principios del período Cretácico Superior, hace aproximadamente 95 millones de años, en el Cenomaniense, en lo que es hoy Australia. Se conoce a partir de restos craneales y postcraneales parciales que fueron descritos en 2009 por Scott Hocknull et ál.

## Descripción
Según las declaraciones del Dr. Scott Hocknull a la prensa, este dinosaurio llegaría a medir 2 m de alto desde la cadera y 6 m de largo. Llegó a pesar 500 kg, era de constitución muy ligera y estaba adaptado para la velocidad, razón por la cual Hocknull lo apodó el «guepardo de su tiempo». Su boca estaba repleta de dientes muy afilados y poseía tres garras agudas grandes en cada mano. A diferencia de los minúsculos brazos del Tyrannosaurus, los del Australovenator eran grandes y los empleaba en la caza.

## Descubrimiento e investigación
La especie tipo A. wintonensis fue descrita por Hocknull et ál. en la publicación en línea PLoS ONE en 2009. El género Australovenator se basa en una muestra de terópodo, AODF  604, que se encontró mezclado con los restos del saurópodo Diamantinasaurus matildae, el ejemplar AODL 85, en el «sitio de Matilda» (Matilda site en inglés). Este dinosaurio, junto con el Wintonotitan wattsi y el Diamantinasaurus matildae, es de las primeras especies descritas de la Formación Winton, después del Muttaburrasaurus langdoni y el Minmi paravertebra (principios de la década de 1980). Esta formación ha brindado más fósiles de dinosaurios que el resto de Australia en su conjunto.  Los únicos ejemplares conocido de Australovenator, que se encuentran en el Museo de Historia Natural «La Edad de los Dinosaurios de Australia» (Australian Age of Dinosaurs Museum of Natural History), constan de un dentario izquierdo, dientes, extremidades anteriores y posteriores parciales, un ilion derecho parcial, costillas y gastralias.

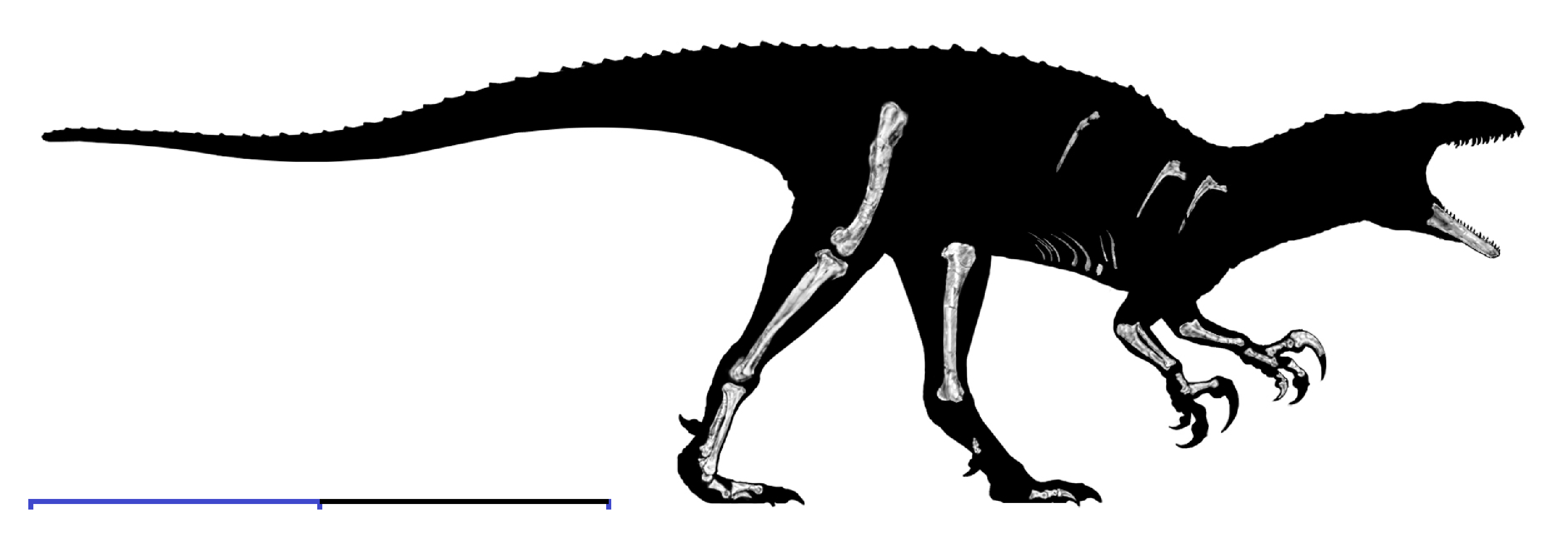
Silueta del holotipo de Australovenator.

El descubrimiento del Australovenator ha ayudado a solucionar el misterio que llevaba ya 28 años rodeando al hueso de tobillo encontrado en Victoria. Conocido como NMVP 150070, fue clasificado en un principio como un Allosaurus sp. enano y generó mucha polémica. Ahora que se ha encontrado la mayor parte del esqueleto de un dinosaurio carnívoro completo, se ha podido confirmar que el hueso de 1981 perteneció a ese linaje y posiblemente era un Australovenator.
Australovenator está basado en el holotipo AODL 604, apodado «Banjo» en honor al poeta australiano Banjo Patterson, y es el terópodo más completo encontrado en Australia.

## Clasificación
En un principio fue clasificado dentro de la superfamilia Allosauroidea, al compartir muchas características con los alosáuridos primitivos. El análisis filogenético de Australovenator proporciona un fuerte resultado sobre la posición basal de este con respecto al familia Carcharodontosauridae. En un análisis inicial demostró ser un taxón hermano de Carcharodontosauridae. Está más estrechamente vinculado al género Fukuiraptor de Japón y al Neovenator de la isla de Wight, aunque es más reciente que estos dos y contemporáneo a los carcarodontosáuridos más derivados de otros continentes. En la última revisión de Allosauroidea del año 2009 fue incluido dentro de Neovenatoridae, en la subfamilia Megaraptora, estrechamente vinculado con Fukuiraptor. Un análisis filogenético reciente sugiere que Australovenator es un tiranosauroide, al igual que con todos los demás megaraptores. Otro análisis filogenético realizado en 2016 centrado en el nuevo neovenatórido Gualicho encontró que Australovenator y otros megaraptóridos eran o bien alosauroideos o celurosaurios basales, en lugar de tiranosauroideos.

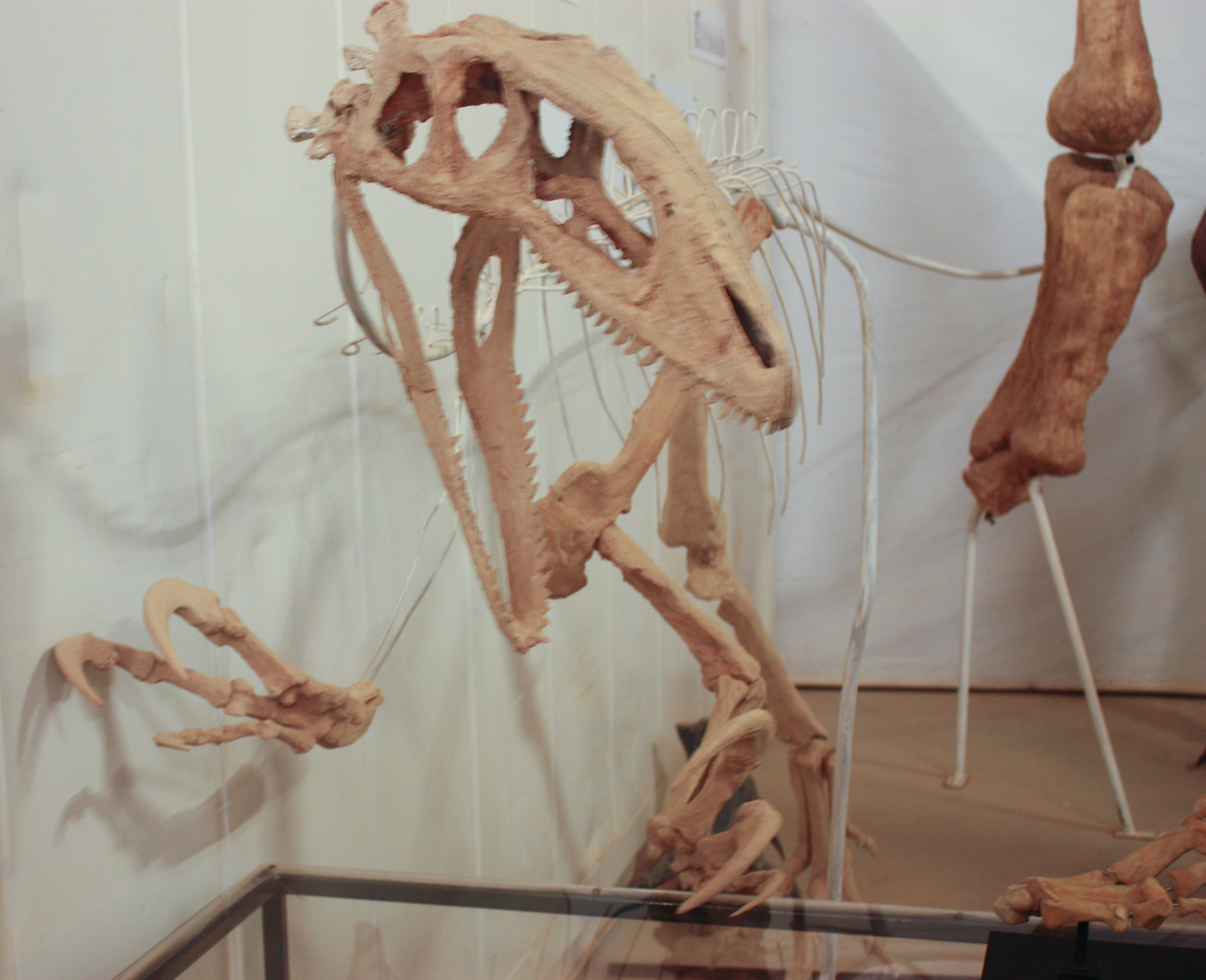
Restauración del esqueleto del holotipo de Australovenator wintonensis

Los tobillos de Australovenator y Fukuiraptor son similares al hueso astrágalo australiano conocido como NMVP 150070, previamente identificado como pertenecientes a Allosaurus sp. Este hueso probablemente representa a Australovenator o un pariente cercano.  Por otra parte, este hueso podría pertenecer a un abelisauriano.

### Filogenia

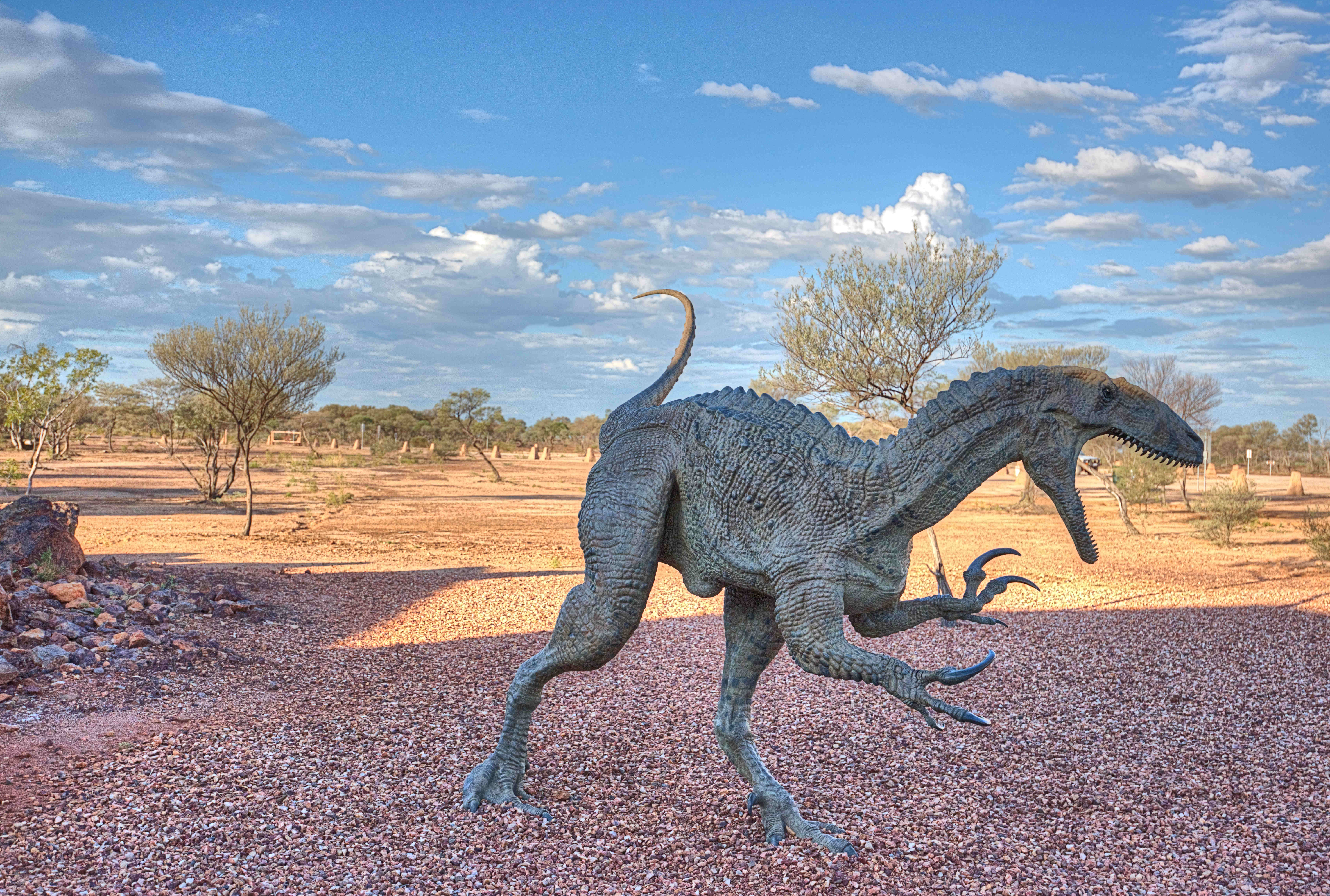
Escultura en Winton

El cladograma a continuación sigue el análisis de 2010 realizado por Benson, Carrano y Brusatte. Otro estudio publicado más tarde en 2010 también encontró que el terópodo australiano Rapator era un megaraptoriano muy similar a Australovenator.

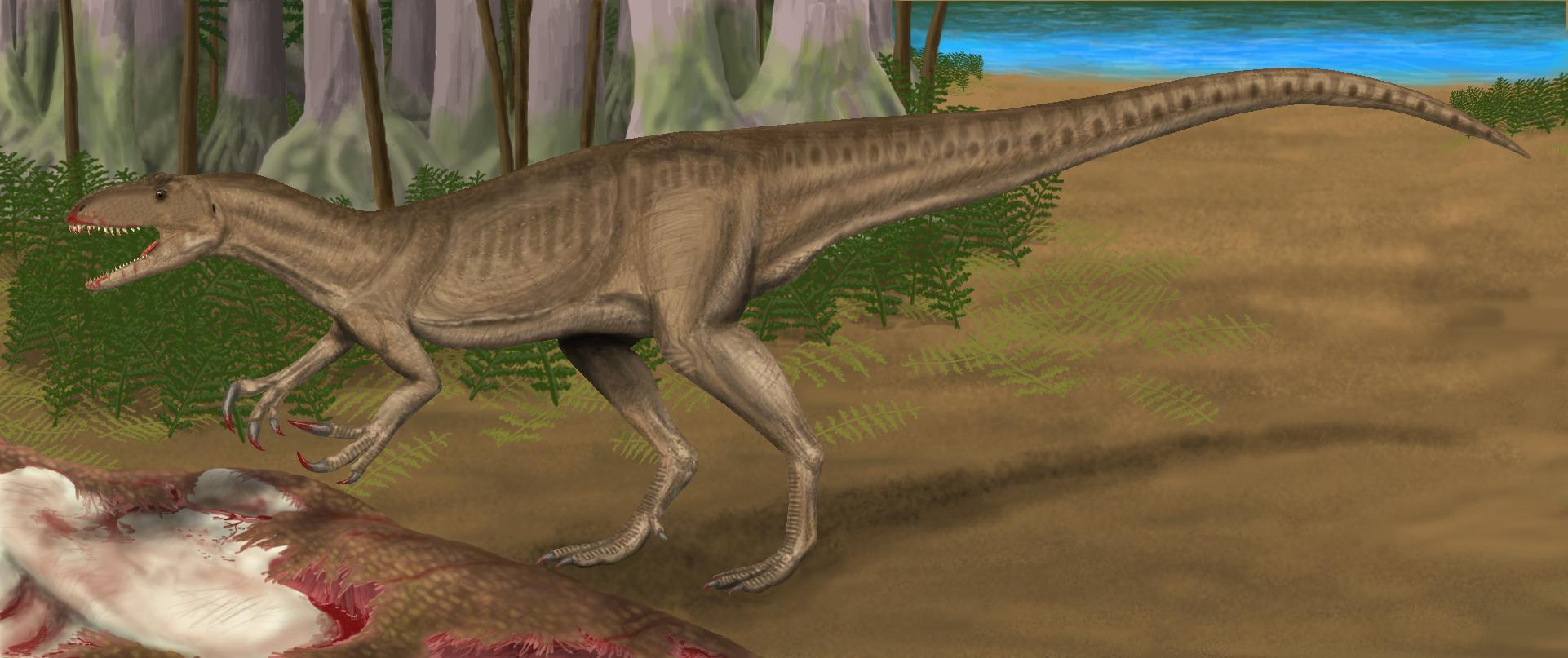
Reconstrucción de Australovenator alimentándose del cadáver de un
Diamantinasaurus.

|  | Australovenator |
|  |                 |
|  | ?Rapator        |
|  |                 |
|  | Fukuiraptor     |
|  |                 |

|  | Aerosteon  |
|  |            |
|  | Megaraptor |
|  |            |

|  | Australovenator |
|  |                 |
|  | ?Rapator        |
|  |                 |
|  | Fukuiraptor     |
|  |                 |

|  | Aerosteon  |
|  |            |
|  | Megaraptor |
|  |            |

|  | Australovenator |
|  |                 |
|  | ?Rapator        |
|  |                 |
|  | Fukuiraptor     |
|  |                 |

|  | Aerosteon  |
|  |            |
|  | Megaraptor |
|  |            |

|  | Australovenator |
|  |                 |
|  | ?Rapator        |
|  |                 |
|  | Fukuiraptor     |
|  |                 |

|  | Aerosteon  |
|  |            |
|  | Megaraptor |
|  |            |

|  | Australovenator |
|  |                 |
|  | ?Rapator        |
|  |                 |
|  | Fukuiraptor     |
|  |                 |

|  | Aerosteon  |
|  |            |
|  | Megaraptor |
|  |            |

|  | Australovenator |
|  |                 |
|  | ?Rapator        |
|  |                 |
|  | Fukuiraptor     |
|  |                 |

|  | Aerosteon  |
|  |            |
|  | Megaraptor |
|  |            |

|  | Australovenator |
|  |                 |
|  | ?Rapator        |
|  |                 |
|  | Fukuiraptor     |
|  |                 |

|  | Aerosteon  |
|  |            |
|  | Megaraptor |
|  |            |

|  | Australovenator |
|  |                 |
|  | ?Rapator        |
|  |                 |
|  | Fukuiraptor     |
|  |                 |

|  | Aerosteon  |
|  |            |
|  | Megaraptor |
|  |            |

El cladograma a continuación sigue el análisis de 2014 realizado por Porfiri et ál. que coloca a los megaraptorianos dentro de Tyrannosauroidea.
|                | Fukuiraptor |
|                | |
| Megaraptoridae | \| \| Australovenator \| \| \| \| \| \| Aerosteon \| \| \| \| \| unnamed \| Orkoraptor \| \| \| Orkoraptor \| \| \| Eotyrannus \| \| \| \| \| \| Megaraptor \| \| \| \| |
|                | \| \| Australovenator \| \| \| \| \| \| Aerosteon \| \| \| \| \| unnamed \| Orkoraptor \| \| \| Orkoraptor \| \| \| Eotyrannus \| \| \| \| \| \| Megaraptor \| \| \| \| |
|                | Australovenator |
|                | |
|                | Aerosteon |
|                | |
| unnamed        | Orkoraptor |
|                | Orkoraptor |
|                | Eotyrannus |
|                | |
|                | Megaraptor |
|                | |

|         | Australovenator |
|         |                 |
|         | Aerosteon       |
|         |                 |
| unnamed | Orkoraptor      |
|         | Orkoraptor      |
|         | Eotyrannus      |
|         |                 |
|         | Megaraptor      |
|         |                 |

## Paleobiología
AODL 604 fue hallado aproximadamente a 60 km al noroeste de Winton, cerca de Elderslie Station (Queensland). Fue recuperado de la zona inferior de la formación Winton, datada de finales del Albiano. AODL 604 apareció en una capa de arcilla entre capas de arenisca, interpretada como un depósito de lago en herradura o billabong. También se halló en el sitio el holotipo del saurópodo Diamantinasaurus, bivalvos, peces, tortugas, crocodilianos y plantas fósiles. La formación Winton tenía un conjunto faunístico que incluía gasterópodos, insectos, el pez pulmonado Metaceratodus, el crocodiliano Isisfordia, pterosaurios, y varios tipos de dinosaurios, como el Wintonotitan, o anquilosaurios e hipsilofodóntidos aún no nombrados. Plantas conocidas de esta formación incluyen helechos, ginkgos, gimnospermas y angiospermas.